# Район Хуанпу

Розташування району

Хуанпу (кит.: 黄浦区; трад. китайська: 黄浦區, також відомий як Новий Хуанпу) — район Шанхаю (КНР). Площа району 12.41 км², населення 618,692 осіб (2003). Є одним з найгустонаселеніших районів світу.
Утворений у 2000 році після об'єднання Старого Хуанпу та Нанші.
Розташований у центрі міста Шанхай, на лівому березі річки Хуанпу. На території району розташована велика кількість визначних пам'яток, таких як Шанхайський музей, Нанкінська вулиця та інші.
На честь території названо астероїд 3502 Хуанпу.